# Petromantis rossica
Petromantis rossica (лат.) — ископаемый вид скорпионниц рода Petromantis из семейства Permochoristidae. Один из древнейших представителей отряда скорпионницы. Обнаружен в пермских ископаемых останках (Россия, Архангельская область, Sheimo-gora на реке Сояна, Iva-Gora Beds Formation, роудский ярус, 270 млн лет). Длина переднего крыла 8,31 мм, ширина 3,2 мм.
Включён в состав рода Petromantis Handlirsch 1904 вместе с видами Petromantis dubiosa, P. dubia, P. martynovi, P. udmurtica, P. karpenkoae. Таксон Petromantis близок к роду скорпионниц Neudolbenus. Вид был впервые описан в 1904 году австрийским энтомологом Антоном Хандлиршем (1865—1935). Это один из древнейших видов скорпионниц и всех представителей отряда Mecoptera наряду с такими видами как Westphalomerope maryvonneae и Pseudomerope mareki.